# Quirit
Quirit de son vrai nom Jean-Marie Mathues, né en 1953 à Tirlemont (province de Limbourg), est un dessinateur de presse et auteur de bande dessinée belge néerlandophone.

## Biographie
Jean-Marie Mathues naît en 1953 à Tirlemont,,.
Il étudie la chimie au Rijkshoger Instituut voor Kernenergiebedrijven [« Institut national supérieur des entreprises de l'énergie nucléaire »] à Bruxelles. Il a une formation de technicien chimiste. En tant que dessinateur, il est autodidacte. Parmi ses influences graphiques figurent Robert Crumb, André Franquin, Hergé, Martin Perscheid ou encore Marc Sleen et les dessinateurs du magazine satirique français Charlie Hebdo, notamment Jean-Marc Reiser. Quirit copie le style gros nez de Reiser et il rencontre l'auteur à la Foire du livre d'Anvers, où il reçoit un dessin signé.

### Carrière de dessinateur
Il publie ses premiers dessins dans le numéro du 24 mars 1976 de l'hebdomadaire d'opinion Knack sous l'impulsion du journaliste Karel Anthierens (nl). Il signe son travail du pseudonyme Quirit en référence à la marque de fromage La vache qui rit dont le logo a été conçu par Benjamin Rabier. Le style de Quirit est typique de ses personnages au gros nez, au menton épais et au corps dodu.
Il se fait connaître davantage dans un autre hebdomadaire satirique De Zwijger (1982-1985). Puis, il devient dessinateur maison de l'hebdomadaire télévisé Panorama/De Post (nl) et du journal Gazet van Antwerpen. Des compilations de ses dessins sont publiées par les Éditions Van Halewyck. Parmi les titres figurent Doe De Kiwi en 1982, Gehuwd Zijn Is... (1996), Gejaagd door de Waanzin (1999), Fijne Vleeswaren ! (2000), Een Kaakslag Te Ver (2002), Kampioenschap Liggende Wip (2004), Wow Eva ! (2006) et Een Veeg Uit De Pen ! (2017). Depuis le 2 juin 2011, ses dessins sont également disponibles sur des appareils numériques. Il possède son propre compte Twitter (actuellement X).
Il publie dans d'autres pays ainsi dans De Volkskrant aux Pays-Bas, Neue Revue en Allemagne, Punch en Angleterre et Quo en France,. Il publie un cartoon dans La Balise à cartoons dans Spirou en 2006. On recense 70 journaux et magazines dans lesquels il a été publié.
Il est récipiendaire du prix Press Cartoon Belgium qui récompense l’auteur d’un cartoon particulièrement remarquable paru dans la presse belge, pour un dessin paru le 11 octobre 2013 dans Gazet van Antwerpen en 2014.
Il est également membre du collectif et du site web The Cartoonist, réunissant des dessinateurs belges de presse, créé par Marec, où leurs travaux sont mis à la disposition du public,.
En outre, il rend hommage à ses confrères victimes de l'attentat contre Charlie Hebdo en 2015. Il contribue également à l'album collectif de Gilles Dal Belgium Et Cetera, The great history of little Belgium by 22 Belgian press cartoonists publié aux éditions Van Halewyck en 2016.
La chimie est restée un de ses centres d’intérêts, comme le sont la physique, l’astronomie, mais aussi la poésie, le football, l’histoire et les jeux. Ses dessins sont publiés dans une quarantaine de titres de par l’Europe. Glénat, qui éditait un recueil de ses dessins en 2002, souligna que Quirit concède qu’« il a une glande à Viagra à la place de l’hypophyse et enfile un préservatif comme d’autres enfileraient leur pyjama. Alors que le commun des mortels est constitué de 90 % d’eau, lui se compose à 100 % de fantasmes obscènes. »
Le 1er septembre 2023, il annonce avec son collègue Canary Pete prendre leur retraite.

### Autres activités
Il s'intéresse également à l'histoire militaire. Chaque année, il participe à la reconstitution de la bataille de Waterloo, où il incarne un cavalier de l'armée de Napoléon Ier. Il participe également à d'autres reconstitutions historiques.

### Vie privée
Il est le père de la chanteuse Paulien Mathues (nl),.

## Œuvres

### Albums de bande dessinée en français
- Trente douzième dimension[12], Glénat, coll. « Humour », Grenoble, septembre 2002
Scénario, dessin et couleurs : Quirit -  (ISBN 978-2-7234-4047-9)
- Homo Erectus[13], Glénat, coll. « Humour », Grenoble, mars 2004
Scénario, dessin et couleurs : Quirit -  (ISBN 978-2-7234-4605-1)

### Albums collectifs
- La BD est Charlie[11], Syndicat national de l'édition, Paris, 5 février 2015
Scénario : collectif - Dessin : collectif dont Quirit - Couleurs : collectif dont Floris -  (ISBN 978-2-344-00934-5)

### Illustrations
- (nl + fr) Press Cartoon Belgium 2005 : de beste cartoons uit de Belgische pers tussen 1 april 2004 en 31 maart 2005 = Press Cartoon Belgium 2005 : les meilleurs dessins de presse belge parus entre le 1er avril 2004 et le 31 mars 2005, Leuven, Éditions Van Halewyck, 2005, 150 p., ill. ; 22 cm (ISBN 90-5617-656-0)
- (nl + fr) Press Cartoon Belgium 2006 : de beste cartoons uit de Belgische pers van het jaar 2005 = Press Cartoon Belgium 2006 : les meilleurs dessins de presse parus en 2005 dans la presse belge, Leuven, Van Halewyck, 2006, 143 p., ill. ; 22 cm (ISBN 90-5617-694-3)
- (nl + fr) Press Cartoon Belgium 2007 : de beste cartoons van 2006 in de Belgische pers = Press Cartoon Belgium 2007 : les meilleurs dessins de presse parus en 2006 dans les journaux belges, Leuven, Van Halewyck, 2007, 158 p., ill. ; 22 cm (ISBN 978-90-5617-759-1)
- (nl + fr) Press Cartoon Belgium 2008 : de beste cartoons van 2007 in de Belgische pers = Press Cartoon Belgium 2008 : les meilleurs dessins de presse parus en 2007 dans les journaux belges, Leuven, Van Halewyck, 2008, 159 p., ill. ; 22 cm (ISBN 978-90-8679-107-1)

### Expositions
- Quirit, Dessinateur maison 2019, European Cartoon Center[6], Kruishoutem.

## Prix et distinctions
- 2014 :  prix Press Cartoon Belgium[4],[14] ;
- 2018 :  Gulden Tripel award décerné par le Davidsfonds[2].

#### Articles
- (nl) Jan Vorsselmans, « GvA-cartoonist Quirit (65) krijgt Gulden Tripel van Westmalle », Gazet van Antwerpen,‎ 10 décembre 2018 (lire en ligne , consulté le 23 février 2024).